# Steenbikker
De steenbikker (Helicigona lapicida) is een op het land levende longslak uit de familie Helicidae.

## Naam
De soortnaam werd in 1758 ingevoerd door Carl Linnaeus in de tiende editie van Systema naturae als Helix lapicida. Door andere inzichten in de taxonomie is de soort later in het geslacht Helicigona geplaatst. Als gevolg van deze naamswijziging worden auteursnaam en datum nu tussen haakjes gezet. De soortaanduiding lapicida heeft betrekking op de ondergrond waar het dier veel wordt aangetroffen: steen (lapicida (Latijn) is samengesteld uit lapis en caeda, respectievelijk steen en houwen of bikken: 'steenhouwer').

## Beschrijving

### Schelpkenmerken
Schelp lensvormig met ongeveer 4-4,5 convexe langzaam en regelmatig in grootte toenemende windingen gescheiden door een duidelijke maar niet erg diepe sutuur. Zeer karakteristiek is de op het midden van de winding verlopende scherpe kiel. De basis van de schelp gaat met een vlakke bocht in de navel over. De navel is diep en neemt ongeveer een vijfde van de totale schelpdiameter in. De mondopening is ovaal en heeft een continu verlopende en iets verdikte en zwak omgeslagen mondrand. De sculptuur is zeer kenmerkend en bestaat uit fijne ribbeltjes die meestal in korrels op het oppervlak liggen. De korrels zijn vaak langgerekt en vertonen af en toe een zigzagpatroon. Het schelpoppervlak is verder mat. De schelp van het levende dier is niet doorschijnend en heeft een hoornbruine kleur met onregelmatige radiale wijnrode vlekken. Onder het midden van de laatste omgang loopt een spiraalband. Fossiele schelpen hebben vaak een lichtbruine kleur behouden.
Afmetingen van de schelp
- hoogte: tot ongeveer 9 millimeter
- breedte: tot ongeveer 20 millimeter

### Habitat
Deze soort leeft op schaduwrijke plekken in bossen en bosachtige terreinen. Ook op schaduwrijke vochtige rotswanden.

### Huidige verspreiding
Helicigina lapicida heeft een West- en Midden-Europese verspreiding. In Nederland van nature alleen in Zuid-Limburg. Als exoot meegekomen met basaltblokken voor de dijkenbouw en daardoor op enkele plaatsen in Noord-Holland in spleten tussen de basaltblokken levend op dijken langs het IJsselmeer. In België vooral algemeen in de Ardennen.

### Fossiel voorkomen
Komt zeldzaam in het hele Kwartair in interglacialen voor. In Nederland onder andere bekend uit het Tiglien en het Holoceen In België bekend uit het Holoceen bij Antwerpen

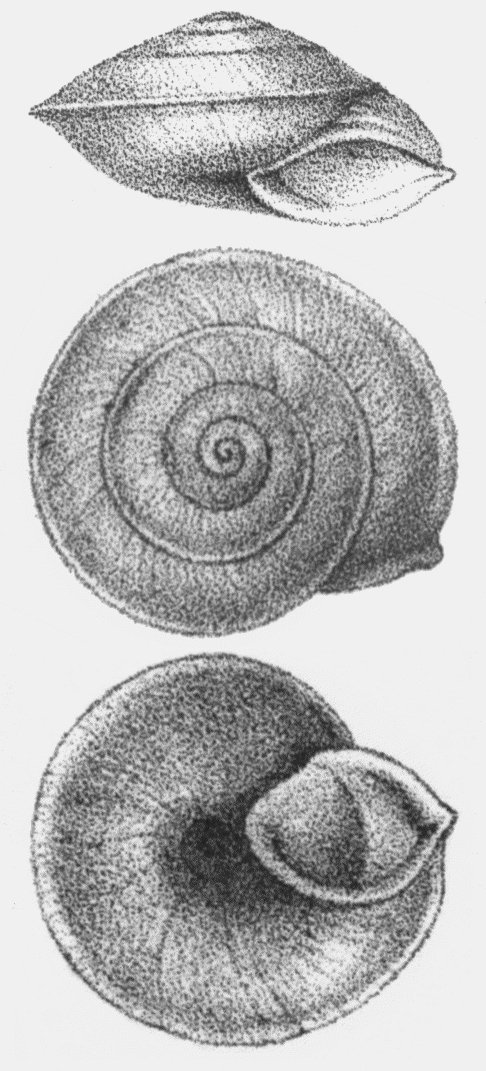
voor-, boven- en onderzijde van de schelp
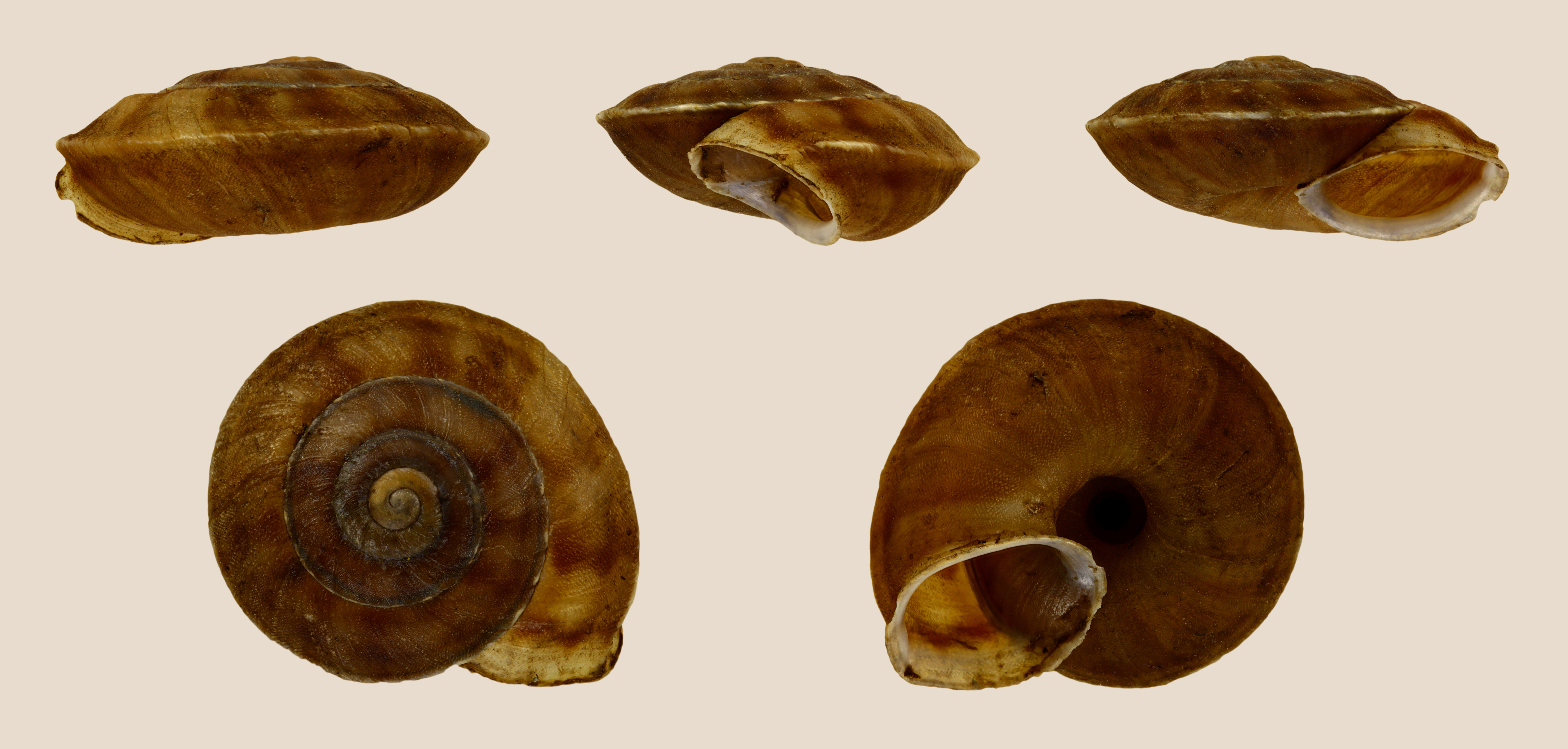
Helicigona lapicida lapicida
Helicigona lapicida andorrica
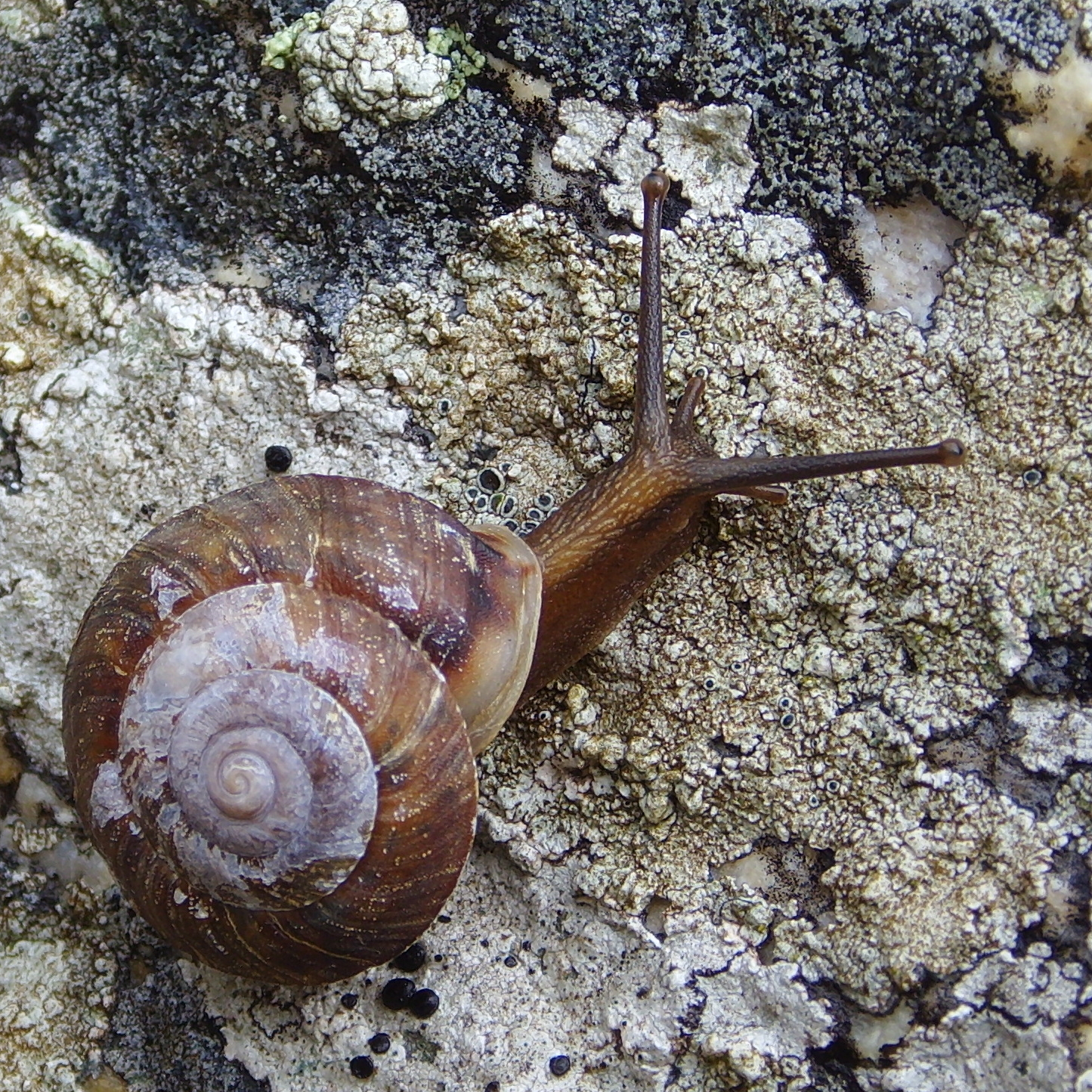
Actief over de rots kruipend
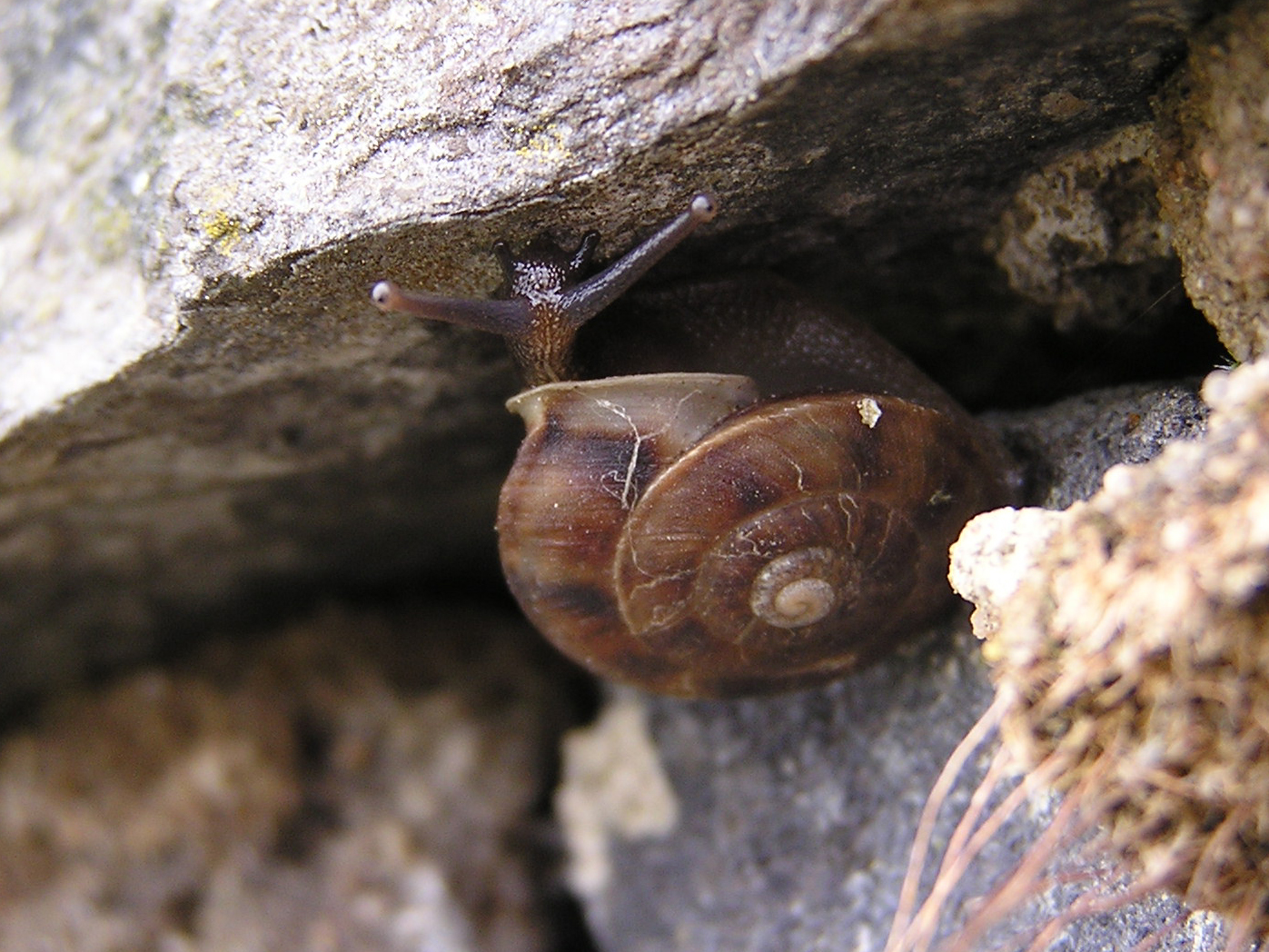
Onder overhangende rots in de schaduw
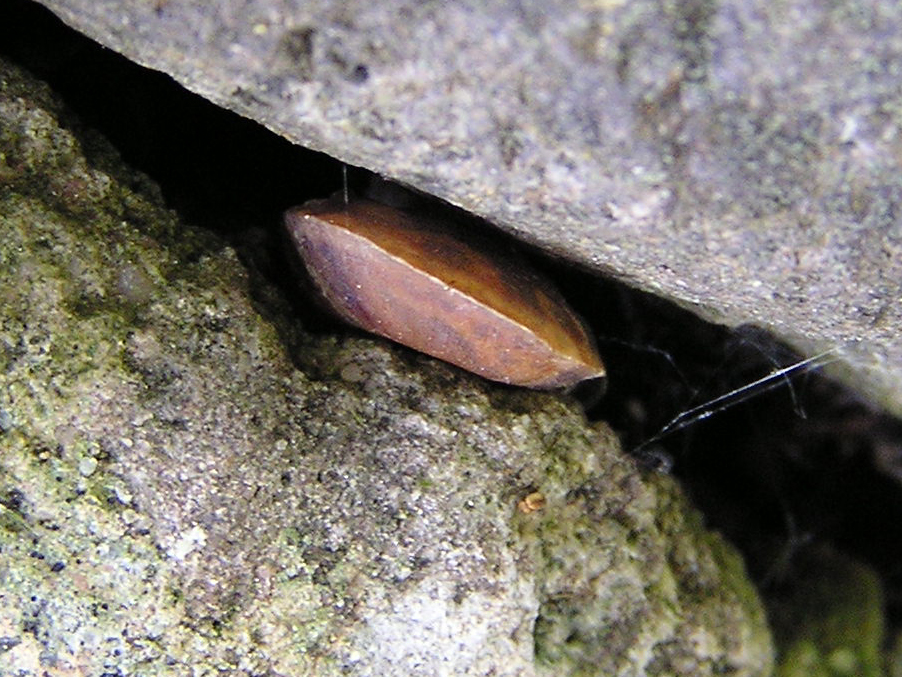
Rustend, verscholen in rotsspleet
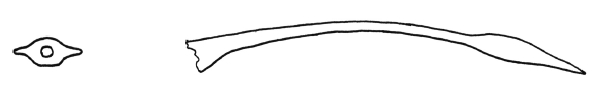
Liefdespijl